# محوطه هدار ۱
محوطه هدار ۱ در شهرستان سرباز، بخش پیشین، دهستان جکیگور، روستای هدار واقع شده و این اثر در تاریخ ۲۷ اسفند ۱۳۸۷ با شمارهٔ ثبت ۲۶۲۲۸ به‌عنوان یکی از آثار ملی ایران به ثبت رسیده است.